# Пёльхов
Пёльхов (нем. Pölchow) — община в Германии, в земле Мекленбург-Передняя Померания.
Входит в состав района Бад-Доберан. Подчиняется управлению Варнов-Вест. Население составляет 925 человек (на 31 декабря 2010 года). Занимает площадь 12,74 км².